# Csíkos pusztaityúk
A csíkos pusztaityúk (Pterocles lichtensteinii) a madarak (Aves) osztályának pusztaityúk-alakúak (Pteroclidiformes) rendjébe, ezen belül a pusztaityúkfélék (Pteroclididae) családjába tartozó faj.

## Előfordulása
Elszórt populációkban él. Marokkótól Afrikán keresztül, az Arab-félszigettől Pakisztánig honos. Bokros félsivatagos hegyoldalak lakója.

## Alfajai
- Pterocles lichtensteinii arabicus
- Pterocles lichtensteinii ingramsi
- Pterocles lichtensteinii lichtensteinii
- Pterocles lichtensteinii sukensis
- Pterocles lichtensteinii targius

## Megjelenése
Testhossza 25 centiméter. Feje fekete-fehér csíkokkal díszített, és keskeny fekete begyörvet visel. Hosszú kihegyesedő szárnya és rövid farka van.

## Életmódja
Magvakkal és más növényi részekkel táplálkozik. Itatóhelye nagy távolságra is lehet a fészkelő helyétől.

## Szaporodása
A talajon lévő mélyedésbe rakja tojásait.